# Brocardo
Il brocardo è una sintetica e antica massima giuridica, chiara e concisa, prevalentemente di tradizione latina (ma esistono anche brocardi germanici o anglosassoni), come ad esempio dura lex, sed lex.

## Origini ed etimologia
La funzione del brocardo consiste nell'enucleare dalle leggi princìpi, chiamati generalia. Un'ipotesi, liquidata come leggendaria dal Savigny, riguardo all'etimologia del termine è che esso derivi dal nome del canonista Burchardus (Burkhard, dagli italiani e dai francesi chiamato Brocard) vescovo di Worms, il quale scrisse 20 volumi di Regulae Ecclesiasticae, includendo una collezione di locuzioni latine di carattere giuridico ordinate alfabeticamente (dette Brocardica o Regulae Burchardicae). Queste locuzioni entrarono nell'uso comune grazie alla scuola dei glossatori di Bologna, attiva nei secoli XII e XIII.
Un'altra teoria, facente capo al Kantorowicz, fa discendere il termine da una corruzione delle parole pro e contra. Indifendibile sul piano linguistico, tale ipotesi rimane suggestiva poiché evidenzia significativamente la funzione del brocardo: ai principi generalia, infatti, si affiancavano gli argomenti normativi pro e contra.
La prima testimonianza in volgare del termine risale al 1314, con Francesco da Barberinoː
Dolce e piana fa vista

e non troppo allegando,

leggi multiplicando.

Né curar di broccardi,

ma cerca y casi e tardi

 'adira o far contesa

con chi l'à prima impresa,

ch'uno experto è più dextro

che tu di leggi presto."»

## Utilizzi propedeutici
Un utilizzo particolare del brocardo si riscontra nell'insegnamento di Pillio, maestro della scuola di Modena, vissuto nel periodo dei grandi glossatori (secc. XII e XIII). Per far apprendere ai suoi allievi meccanismi e strumenti giuridici utilizzava i brocardi prendendo massime dalla compilazione Giustinianea e a questi adduceva degli argomenta o generalia, cioè argomentazioni a favore e contro il principio espresso nell'opera giustinianea. Da qui avveniva un dibattito su due fronti, da una parte pro e dall'altra contro il brocardo; infine metteva la solutio (soluzione) delle contraddizioni per far comprendere agli studenti e rendere armonico l'ordinamento.

## Alcuni esempi
- A communi observantia non est recedendum: non bisogna discostarsi dall'uso comune.
- Beneficium abstinendi: beneficio di astenersi (ad es. nell'accettazione dell'eredità)
- Causa causae est causa causati: la causa della causa è la causa di ciò che è stato causato.
- Caveat emptor: stia in guardia l'acquirente; si tuteli da sé il compratore (principio del Common Law, in cui vi è parità fra le parti di una compravendita, in contrapposizione con il principio vigente nel sistema italiano ed europeo di protezione dell'acquirente, considerato parte debole).
- Coactus voluit, sed voluit: l'ha voluto per obbligo, ma l'ha voluto. La costrizione ad agire in qualche modo non significa assenza di volontà da parte di chi viene costretto. Da ciò l'annullabilità, e non la nullità, dell'atto da lui compiuto.
- Consensus, non amor, facit nuptias: il consenso, non l'amore, fa le nozze (massima del diritto canonico)
- Contra principia negantem non est disputandum: Non ci si può confrontare con chi nega i principi della discussione.
- Dormientibus iura non succurrunt: la legge non soccorre chi trascura i propri doveri (i dormienti).
- Dura lex, sed lex: la legge è dura, ma è legge.
- Ei incumbit probatio qui dicit, non qui negat: l'onere della prova incombe a chi afferma (a colui che vuole far valere un diritto in giudizio), non a chi nega.
- Excusatio non petita, accusatio manifesta: scusa non richiesta, accusa manifesta (ovvero: chi avanza delle scuse non richieste, si autoaccusa).
- Falsitas quae nemini nocet non punitur: non è punibile la falsità che non nuoce ad alcuno.
- Ignorantia legis non excusat: non si perdona l'ignoranza della legge, cioè la non conoscenza della legge non è accettabile come scusa per il mancato rispetto.
- Imputet sibi: imputabile solo a se stesso, si usa quando si vuole indicare che un fatto è di esclusiva responsabilità di una persona e non coinvolge terzi.
- In claris non fit interpretatio: nella chiarezza non si dànno interpretazioni. Se una norma è intelligibile non è necessario darne una interpretazione.
- In dubio pro reo: nel dubbio, giudica in favore dell'imputato.
- In iure non remota causa sed proxima spectatur: in legge non è rilevante la causa più remota, ma quella più prossima.
- Inadimplenti non est adimplendum: non si adempie al dovere con il negligente. Nessuno deve rispettare un'obbligazione se la controparte non adempie la propria.
- Iura novit curia: la corte conosce la legge.
- Ne bis in idem: nessuno può essere processato due volte per il medesimo reato.
- Nemo iudex in re sua: nessuno sia al contempo giudice e parte in giudizio.
- Nullum crimen, nulla poena sine praevia lege poenali: non c'è né crimine né pena senza una legge penale.
- Nullum crimen sine lege: nessun reato senza legge. Nessun fatto può essere considerato come reato se ciò non è previsto da una legge dello Stato.
- Obligatio est iuris vinculum quo, necessitate, adstringimur alicuius solvendae rei, secundum nostrae civitatis iura: l'obbligazione è un vincolo giuridico che stringiamo per regolamentare una situazione secondo le leggi dello Stato.
- Omnia munda mundis: tutto è puro per chi è puro, dal Nuovo Testamento e precisamente nell'epistola a Tito (I, 15) di Paolo di Tarso.
- Pacta sunt servanda: i patti sono legge tra le parti (letteralmente, "i patti vanno rispettati").
- Parce sepulto: è una locuzione latina di Virgilio che in italiano significa, alla lettera, «abbi rispetto per il sepolto». L'espressione si trova in Eneide, III, 41. Il senso di detta espressione è che non ha senso continuare a odiare o a parlar male di una persona dopo la sua morte, e che è meglio gli si riservi il rispetto dovuto a chi non è più tra i viventi. In realtà viene utilizzata in metafora anche per indicare che non vale la pena rivangare fatti che ormai sono accaduti e hanno determinato conseguenze non più rimediabili, come la morte.
- Per honore prostitutitio: per non violare la natura di un comportamento consuetudinario.
- Quod omnes tangit ab omnibus approbari debet: occorre l'unanimità dei consensi per quello che riguarda i beni comuni (lett. ciò che tocca tutti, da tutti deve venire approvato).
- Rebus sic stantibus: nell'attuale situazione di fatto. Detto di disposizione legislativa sagomata su un certo assetto di circostanze, la quale conserva validità fino a che queste ultime rimangono invariate (lett. "stando così le cose").
- Scire leges non est earum verba tenere, sed vim ac potestatem: conoscere le leggi non è imparare i testi a memoria, ma comprenderne lo spirito e la forza.
- Semel heres, semper heres: una volta erede si è per sempre erede, ovvero la qualità di erede è irrevocabile.
- Si parva licet componere magnis: se è lecito paragonare le cose piccole alle grandi; è parte di un verso di Virgilio (Georgiche, Libro IV, v. 176).
- Si vis pacem, para bellum: se vuoi la pace, prepara la guerra; è una locuzione latina dello scrittore romano Vegezio; significa che se sei preparato alla guerra (cioè sei armato, pronto a respingere un attacco, ecc.) molto più difficilmente verrai attaccato poiché chi lo vorrebbe o potrebbe fare temerà la tua reazione.
- Solve et repete: prima adempi alla tua obbligazione, poi chiedi il rimborso.
- Ubi lex voluit dixit, ubi noluit tacuit: dove la legge ha voluto ha detto, dove non ha voluto ha taciuto.
- Verba volant scripta manent: le parole possono essere dimenticate, ma quando sono scritte rimangono indelebili.
- Ubi maior minor cessat: quando c'è una cosa più importante, quelle meno importanti è come se non esistessero.